# 볼로디미르 사브첸코
볼로디미르 사브첸코(영어: Volodymyr Mykolayovych Savchenko, 1973년 9월 9일 ~ )는 우크라이나 출신의 전 축구 선수이다. K리그에서 등록명은 사브첸코를 사용하였으며 골키퍼로 활약하였다.

## 클럽 경력
안양 LG 치타스 소속으로 1996 시즌 한 시즌 동안 정규리그 통산 7경기 13실점 / 리그컵 통산 5경기 9실점의 기록을 남겼는데 데뷔전(아디다스컵 개막전)에서 무실점 활약을 보였음에도 심한 기복을 보였다.